# روكبريج (ميزوري)
روكبريج (بالإنجليزية: Rockbridge)‏ هي إحدى المجتمعات الفردية (غير مصنفة) في ولاية ميزوري في الولايات المتحدة الأمريكية.